# Edward Flatau
Edward Flatau (ur. 27 grudnia 1868 w Płocku, zm. 7 czerwca 1932 w Warszawie) – polski lekarz neurolog i psychiatra. Był twórcą nowoczesnej neurologii polskiej, autorytetem w dziedzinie fizjologii i patologii opon mózgowo-rdzeniowych, należał do pionierów neurologii światowej. Współtwórca czasopism medycznych „Neurologia Polska” i „Warszawskie Czasopismo Lekarskie”. W medycynie z jego nazwiskiem wiąże się zespół Redlicha-Flataua, zespół Flataua-Sterlinga, choroba Flataua-Schidlera oraz objaw Flataua. Przez całe życie cierpiał na migrenę i w 1912 roku opublikował jedną z pierwszych monografii na ten temat.
Był członkiem rzeczywistym Polskiej Akademii Umiejętności, członkiem Warszawskiego Towarzystwa Naukowego, kierownikiem pracowni neuro-biologicznej Warszawskiego Towarzystwa Naukowego, członkiem korespondentem Towarzystwa Neurologicznego w Paryżu, członkiem korespondentem Towarzystwa Psychiatrii i Neurologii w Wiedniu, członkiem honorowym Towarzystwa Neurologicznego w Moskwie, członkiem honorowym Towarzystwa Medycyny Społecznej w Warszawie, członkiem honorowym Towarzystwa Lekarskiego w Wilnie. Kiedy w 1921 utworzono Polską Akademię Nauk Lekarskich został jednym z pierwszych członków tej Akademii.
Kariera naukowa Edwarda Flataua jest opisana w szeregu polskich opracowań, m.in. w pracach Hermana i opracowaniach innych autorów. Dobrym źródłem informacji jest wstęp do Księgi jubileuszowej Edwarda Flataua, wydanej za jego życia książki, która głównie zawiera artykuły naukowe uczonych z wielu krajów i przyjaciół naukowych, ale jest w niej też bibliografia i biogram napisany przez Bornsztajna. Dostępne są również opracowania dotyczące Edwarda Flataua w języku angielskim i niemieckim. W 1937 „Warszawskie Czasopismo Lekarskie” opublikowało numer poświęcony Flatauowi, w którym były wydrukowane artykuły jego uczniów.
Drobne fakty z życia Flataua znajdują się we wspomnieniach Wacława Solskiego i Ludwika Krzywickiego.

## Życiorys

### Płock
Urodził się w 1868 w Płocku jako syn Ludwika Flataua (1831–1890) i Anny (1831 – 4 lipca 1898 w Płocku) z domu Heyman. Jednym z jego braci był Julian Flatau, który później osiadł wraz z rodziną w Poznaniu.
Edward w 1886 ukończył Gimnazjum Płockie. W czternastym roku życia chorował na ciężki dur, przez dłuższy czas był nieprzytomny, po wyzdrowieniu zauważył, że ma znacznie lepszą i ostrzejszą pamięć, którą zachował do końca życia. Jego córką była Joanna Flatau (1928–1999) i Anna Flatau (Krause) (1901–1943).

### Moskwa
Wyjechał do Moskwy w 1886 roku po skończeniu gimnazjum w Płocku, a w 1892 ukończył na Uniwersytecie Moskiewskim cum eximia laude studia lekarskie.

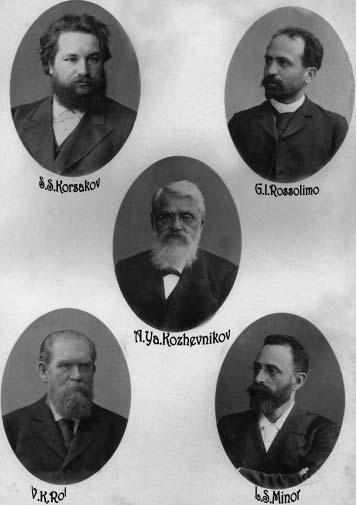
Neurolog Aleksiej Kożewnikow i psychiatra Siergiej Korsakow – nauczyciele Flataua w Moskwie

W Moskwie jego nauczycielami byli m.in. neurolodzy Aleksiej Kożewnikow i Łazar Minor oraz psychiatra Siergiej Korsakow. Uczęszczał też na wykłady znakomitych profesorów Ziernowa, Babuchina i Zacharina.
Później, w Księdze pamiątkowej Edwarda Flatau w 1929 roku, swoje artykuły zamieściło trzech wybitnych lekarzy rosyjskich. Michaił Astwacaturow, kierownik katedry chorób medycznych w Wojskowej Akademii Medycznej w Leningradzie, napisał o odruchu nosowo-wargowym, dyrektor Instytutu Mózgu Władimir Biechtieriew napisał o zespole czynności nerwowych spowodowanych przez kontuzję, Łazar Minor, kierownik kliniki chorób nerwowych w II Moskiewskim Uniwersytecie Państwowym napisał o migrenie padaczkowej.

### Berlin

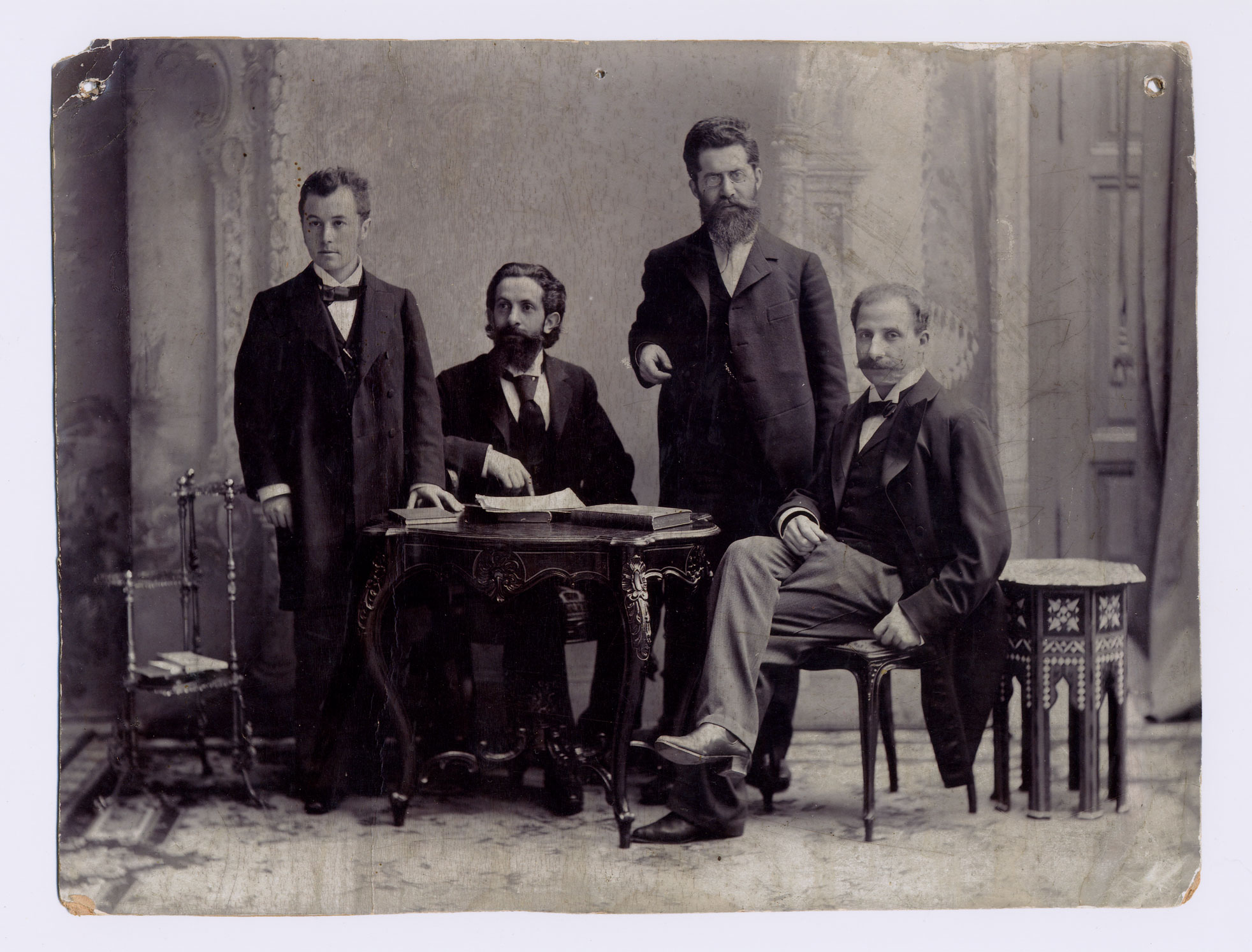
Od lewej Siegfried Kalischer, Edward Flatau (wskazuje na książkę), Ludwik Jacobsohn-Lask, Bernhard Pollack. Około roku 1900 w Berlinie.

W 1892 roku przeniósł się do Berlina, gdzie do 1899 pracował nad neuropatologią, neuroanatomią i neurohistologią. Jego współpracownikami w tym czasie byli Alfred Goldscheider, Ernst Viktor von Leyden, Emanuel Mendel, Hermann Oppenheim, Heinrich Wilhelm Waldeyer, Louis Jacobsohn, Ernst Remak oraz Hugo Liepmann. Jego pierwszym dziełem był opublikowany w 1894 roku atlas mózgu, który przyniósł mu sławę w Europie i był tłumaczony na kilka języków.

### Warszawa
W 1899 zamieszkał w Warszawie, na Marszałkowskiej 150 (tel. 54-02), wcześniej odrzucając w 1898 roku ofertę katedry neurologii w Buenos Aires. Już wtedy był w Warszawie osobą publiczną. Około 1920, po rozwodzie z pierwszą żoną, zamieszkał na Chmielnej 60 m 17, później na Dąbrowskiego 2. Po jego śmierci rodzina mieszkała na Placu Napoleona 1 m. 16. Na Chmielnej mieszkał z nim przez pewien czas Stanisław Posner, który był też świadkiem na ślubie Flataua w lipcu 1926 roku.
Opis Szpitala Starozakonnych na Czystem, domu Hersego na Marszałkowskiej 150 i inne Varsaviana związane z Flatauem można znaleźć w artykułach Kasprzyckiego. Wziął ślub z Zofią Gosiansohn (Hosiasson) 2 grudnia 1900 roku w Krakowie. Podał wtedy, że miał 31 lat i 11 miesięcy a Zofia podała, że miała 25 lat. Jego pierwszą żonę i córkę z tego małżeństwa Annę opisał w swej książce Antoni Marianowicz.

## Neurologiczne badania naukowe
Flatau zajmował się: diagnostyką i leczeniem chorób mózgowia, leczeniem chorób mięśni, neurologią dziecięcą, chirurgią nerwów obwodowych, anatomią układu nerwowego, histopatologią tkanki nerwowej, onkologią doświadczalną, neurofizjologią, patofizjologią układu nerwowego.

Badanie układu nerwowego należy bezsprzecznie do najtrudniejszych zadań anatomii. Wskutek tego uczący się i lekarz przy stole sekcyjnym potrzebują, w braku ciągłego materyału – świeżego i naturalnego, takich zdjęć z mózgu, które by możliwie odpowiadały rzeczywistości we wszystkich szczegółach. Abstrahując atoli od kosztownych plastycznych modeli mózgowych, fotografia jedynie stanowić może pod tym wzglądem środek pomocniczy, odpowiadający wymaganiom ścisłej nauki, a to przez dokonanie zdjęć ze świeżego, nie zmienionego pod wpływem szkodliwych płynów konserwujących, mózgu, Gdy jednak zbiór otrzymanych w ten sposób powierzchni i przecięć mózgowych dotychczas nie został uprzystępnionym dla szerszych kół powziął autor myśl wydania niniejszego atlasu i żywi nadzieję, że stanowić on będzie użyteczne uzupełnienie podręczników anatomicznych. [Edward Flatau, przedmowa do atlasu mózgu 1895]

### Atlas mózgu i teoria neuronów

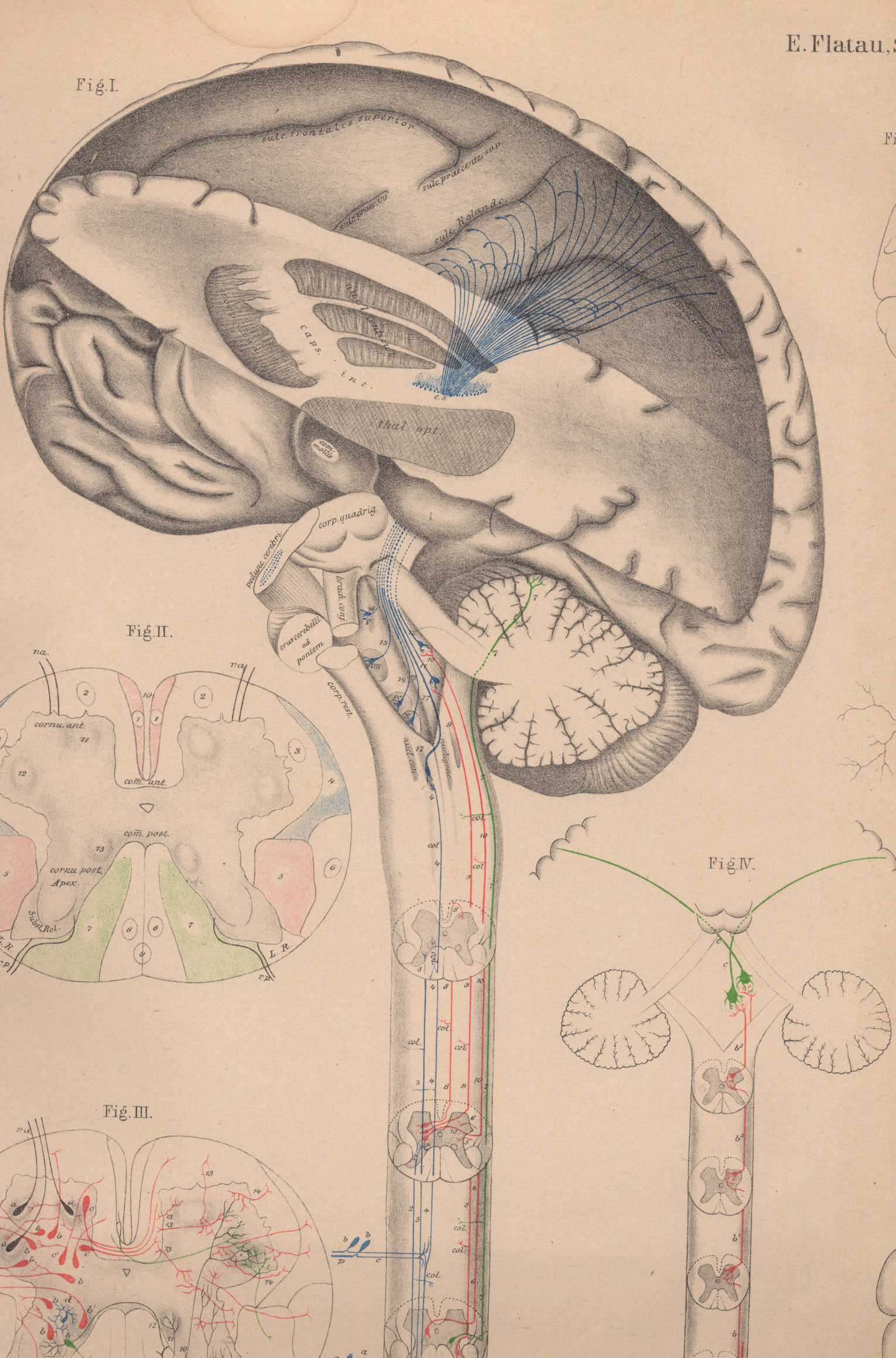
Grafika z atlasu mózgu

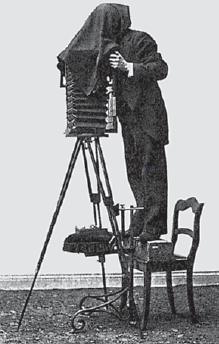
Edward Flatau przygotowuje zdjęcia do swojego atlasu mózgu

W wieku 26 lat opublikował atlas mózgu (Karger, Berlin, 1894), który przedstawiał szczegółowo m.in. powierzchnię, przekroje i stosunki anatomiczne bruzd i zwojów świeżo preparowanego mózgu. Badania te prowadził w berlińskiej pracowni profesora Emanuela Mendla. Fotografie zostały wykonane przy pomocy specjalnej kamery z małym otworem i stosunkowo długim naświetlaniem (10 do 20 minut). Atlas mózgu ludzkiego i przebiegu włókien (Atlas des menschlichen Gehirns und des Faserverlaufes, S. Karger) ukazał się w roku 1894 i został przetłumaczony na języki polski (wydany w 1895), angielski i rosyjski. Polskie wydanie było zadedykowane „Pamięci szlachetnego człowieka i wybitnego lekarza Prof. Tytusa Chałubińskiego pracę tę poświęca autor”. Według słów Zygmunta Freuda, wtedy praktykującego neurologa, „zdjęcia [zawarte w atlasie] są wyraziste i są znakomitym materiałem edukacyjnym”. Pierwsze wydanie atlasu kosztowało 12 marek i według Freuda: jest to minimalna cena, jeżeli uwzględni się ilość materiału i piękno prezentacji. W 1899 roku wyszło drugie poszerzone wydanie atlasu, do którego materiał był także opracowany w Instytucie Anatomicznym Wilhema Waldeyera; wydanie było złożone z dwóch części: atlasu i suplementu. Wstęp do drugiego wydania i suplementu napisany był przez Edwarda Flataua już w Warszawie. W drugim wydaniu Flatau dodał m.in. opis swojego odkrycia (patrz Prawo Flataua). Atlas mózgu Flataua był opublikowany dwa lata przed pracą Das Menschenhirn Gustafa Retziusa; pierwszą w ogóle publikacją zdjęć mózgu była praca Luysa z 1873. Freud i Flatau byli razem redaktorami czasopisma „Roczny raport dotyczący postępów w neurologii i psychiatrii” w roku 1897. Obaj byli w tym czasie neurologami.
Wartość atlasu mózgu Flataua i jego innych prac z tego okresu nie zawiera się tylko w makroskopowym opracowaniu przekrojów mózgu. Flatau zaczął pracować w instytucie anatomicznym w Berlinie dwa lata po tym jak Wilhelm Waldeyer wprowadził termin neuronu (sam Waldeyer popierał i spopularyzował prace Ramón y Cajala). W tym czasie Flatau był zwolennikiem teorii neuronowej, czemu dał m.in. wyraz w pierwszym paragrafie Atlasu i w innych pracach z tego okresu. Za pomocą badania zmian morfologicznych w neurocytach jąder nerwów czaszkowych dowodził jedności anatomicznej i fizjologicznej neuronu w 1897 roku.
Następnie wraz ze swoim przyjacielem Ludwikiem Jacobsohnem-Lask, Flatau przeniósł się na wydział anatomii w Uniwersytecie Berlińskim, gdzie kontynuował prace anatomiczne. W tym czasie dyrektorem anatomii był Waldeyer.
Zmodyfikował metodę Golgiego barwienia tkanki nerwowej, a na podstawie badania efektów fizjologicznych poprzecznego przecięcia rdzenia kręgowego u psów przeprowadził wraz z Johannesem Wilhelmem Gadem pełną krytykę prawa Bastiana-Brunsa o zanikaniu odruchów kolanowych w wyniku takiego zabiegu (1896).
Flatau i Jacobsohn otrzymali w 1895 i 1896 po 1500 marek ze stypendium księżnej Luizy von Bose, przypuszczalnie na opracowanie materiału na międzynarodowy kongres medyczny w Moskwie w 1897. Wraz z Jacobsohnem Flatau opracował znany podręcznik anatomii porównawczej układu nerwowego ssaków (1899).
W 1906 roku odwiedził monachijską klinikę psychiatryczną Emila Kraepelina. W 1910 i w 1911 roku napisał trzy rozdziały poświęcone guzom mózgu i rdzenia kręgowego do dwóch tomów podręcznika pod redakcją berlińskiego neurologa Maxa Lewandowsky’ego.

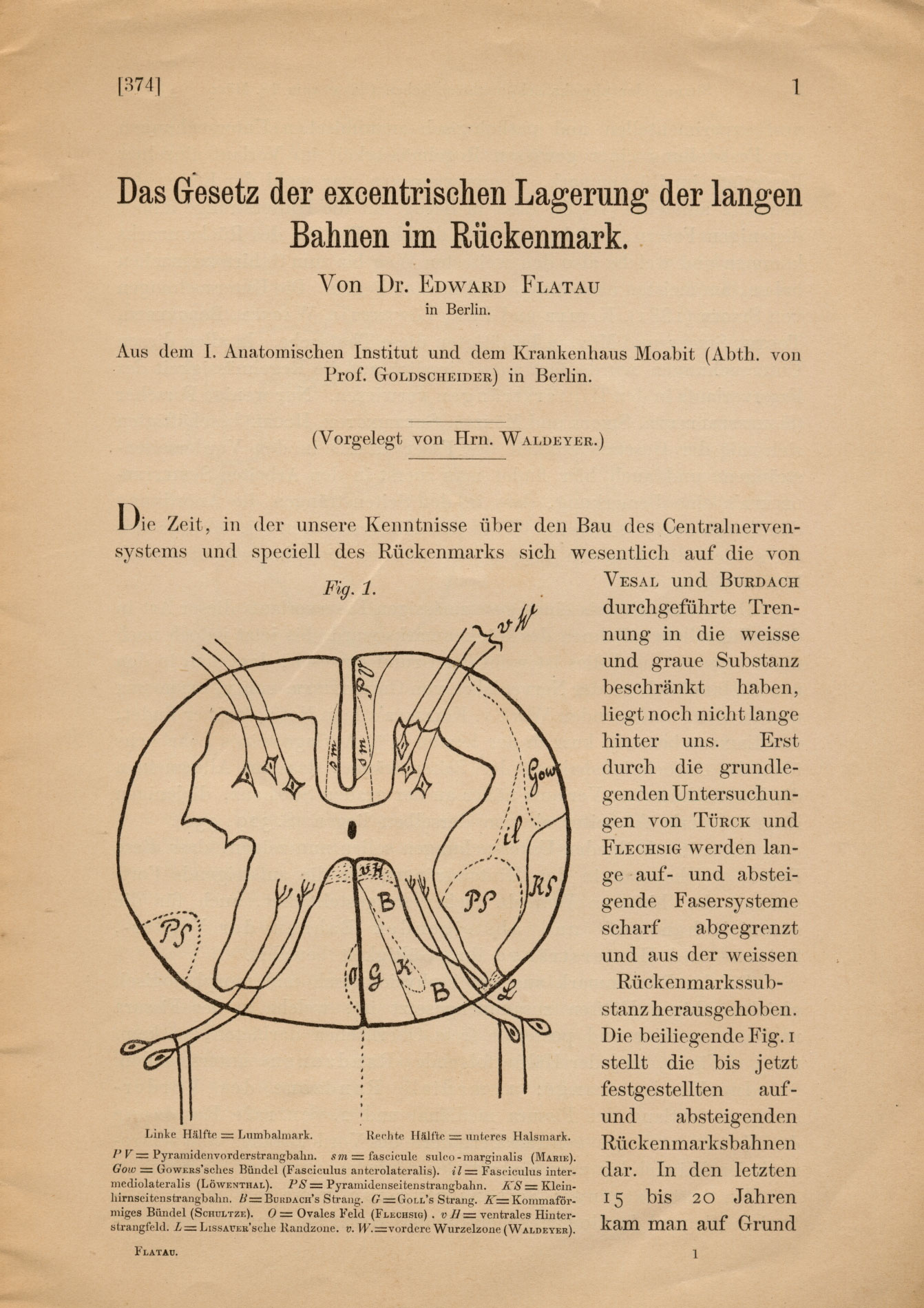
Pierwsza strona publikacji o ekscentryczności układu długich włókien w rdzeniu kręgowym (prawo Flataua)

Razem z warszawskim chirurgiem Bronisławem Sawickim opublikował prace o chirurgii torbieli opon rdzenia kręgowego i o leczeniu guzów kręgosłupa, w którym wskazał zagadnienia histopatologiczne – podstawowe dla postępowania chirurgicznego. Publikacja ta była ukoronowaniem kilkuletniej współpracy obu lekarzy.

### Prawo Flataua
Odegrał ważną rolę w początkowych badaniach rdzenia kręgowego. W 1897 zaobserwował prawidłowość polegającą na większym przesunięciu włókien nerwowych ku obwodowi, im włókna te są dłuższe.
Za pracę O ekscentryczności układu długich włókien w rdzeniu kręgowym otrzymał doktorat nauk medycznych w Moskwie w 1898 na wydziale medycyny Cesarskiego Uniwersytetu Moskiewskiego. Praca ta w 1949 została przedstawiona, obok portretu autora, na wystawie IV Międzynarodowego Kongresu Neurologów w Paryżu (International Congress of Neurology, Paris, 1949).

### Dystonia i wczesna genetyka
W 1911 roku Flatau i Władysław Sterling opublikowali artykuł dotyczący postępującego skurczu torsyjnego u dzieci. Autorzy zwrócili uwagę, że choroba była związana z czynnikami genetycznymi. Choroba ta została w tym samym roku opisana przez Theodora Ziehena i Hermanna Oppenheima, którzy uważali, że dystonia jest chorobą mięśni. Flatau i Sterling zauważyli, że zdolności intelektualne pacjentów są wyższe od przeciętnych. W 1976 Eldridge w pracy dotyczącej historii genetyki ludzkiej, zasugerował, że praca Flataua i Sterlinga była jedną z pierwszych opisujących genetyczne czynniki chorób neurologicznych. Pomiędzy 1921 a 1923 opisał objawy oponowe charakterystyczne dla zapalenia opon mózgowo-rdzeniowych w gruźlicy: rozszerzenie źrenic podczas zginania głowy (odruch karkowo-mydriatyczny Flataua) i erekcja prącia podczas kilkakrotnego zginania tułowia ku przodowi (odruch karkowo-erekcyjny Flataua). Opisał także przebieg łuku odruchowego objawu karkowo-źrenicowego.

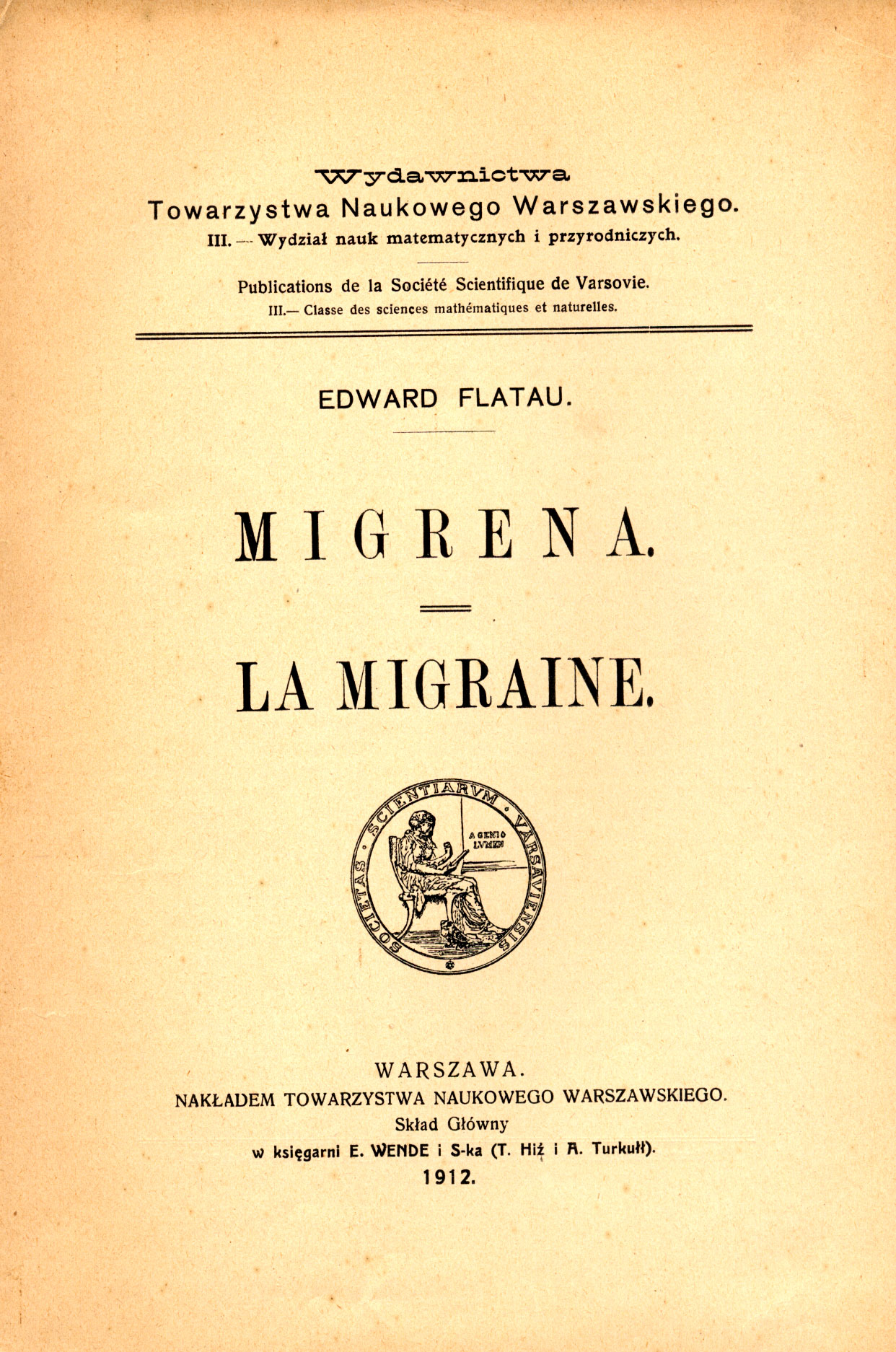
Strona tytułowa monografii Migrena (1912)

### Migrena
W 1912 roku Flatau opublikował w języku niemieckim i polskim nowoczesną monografię dotyczącą migreny. Był to pierwszy polski podręcznik poświęcony migrenie. W przeglądowym artykule na temat historii badań migreny Iser i Rose opisują pracę Flataua w następujący sposób: „jego unikatowa monografia z 1912 roku Die Migräne zawiera znakomity opis uprzednich badań, precyzyjne obserwacje kliniczne, krytyczny opis patofizjologii i mało wyważone opinie na temat leczenia, w tym arszenikiem...”. Flatau jako jeden z pierwszych przedstawił pełny obraz kliniczny migreny oraz określił tę chorobę jako wrodzone usposobienie do patologicznych procesów metabolicznych w układzie nerwowym i wyróżnił jej postacie: oczną, padaczkową, psychiczną i twarzo-poraźną. Książka była oparta na autoobserwacjach i na 500 własnych przypadkach.

Migrena, jako taka, nie stanowi choroby niezależnej, autonomicznej; stanowi tylko zespół objawów w wielkim łańcuchu chorobliwie zmienionego neurometabolizmu, którego cechami zasadniczemi są sprawy chemiczne i gruczołowe wewnątrzwydzielnicze. Napad migreny jest wyrazem zaburzenia mózgowego, przyczem jednak mechanizm właściwy może być dziś zaledwie przedmiotem domysłu, przypuszczenia. Mechanizmu tego nie możemy dziś jeszcze odtworzyć i wyrazić w pewnych, w ściśle oznaczonych liniach anatomiczno-fizyologicznych. Siły, które domniemanym tym mechanizmem rządzą, są również dla nas dotychczas nieznane; możemy się ich tylko domyślać, możemy ich działanie przypuszczać zaledwie. Mimo to, wielki postęp, znamionujący rozwój neurologii w drugiej połowie XIX stulecia, znalazł swoje odbicie, w dziedzinie badań nad migreną. Dzięki temu można było oprzeć jej pojęcie na pewniejszym, bo anatomiczno i fizyologicznie obrobionym gruncie. [Edward Flatau, Migrena (wstęp)]

Bóle głowy przy stosunku płciowym, zwane również koitalnymi bólami głowy występują w kilku odmianach. Jakkolwiek powszechnie uważa się, że H. Wolff w 1964 r. zwrócił uwagę na tę postać bólów głowy, to wypada pamiętać, że na ten temat wypowiadał się już Hipokrates. Warto również przypomnieć, co jest pomijane, że wzmiankę o bólach głowy typu migrenowego występujących po stosunku płciowym poczynił Flatau w 1912 r. [Antoni Prusiński]

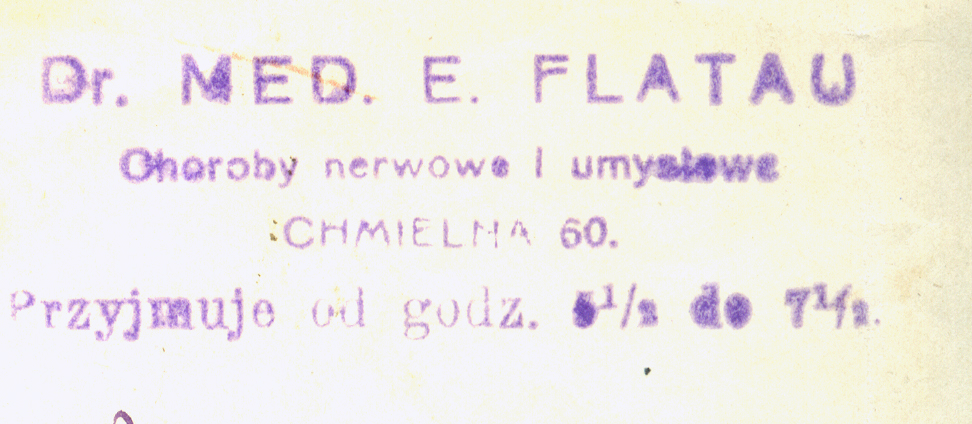
Dr. Med. E. Flatau. Choroby nerwowe i umysłowe. Chmielna 60. Przyjmuje od godziny 5 1/2 do 7 1/2. Pieczątka z recepty lekarskiej wydanej 27 września 1920 roku.

## Początki struktur neurologii w Polsce
Dzięki jego inicjatywie otworzono Sekcję Neurologiczno-Psychiatryczną przy Towarzystwie Lekarskim Warszawskim, a następnie Warszawskie Towarzystwo Neurologiczne i Sekcję Kliniczną Towarzystwa Medycyny Społecznej.
Był (obok Wacława Męczkowskiego, Rafała Radziwiłłowicza i Ludwika Bregmana) jednym z inicjatorów zorganizowania I Zjazdu Neurologów, Psychiatrów i Psychologów Polskich, który odbył się w dniach 11–13 października 1909 roku w Warszawie. Był to jedyny polski zjazd naukowy, jaki zdołano przeprowadzić w zaborze rosyjskim, co było swego rodzaju fenomenem. Decyzją Zjazdu postanowiono od 1910 r. wydawać dwumiesięcznik „Neurologia Polska”, którego Flatau został jednym z redaktorów. Był też współzałożycielem „Warszawskiego Czasopisma Lekarskiego” oraz „Kwartalnika Klinicznego Szpitala na Czystem”. Był aktywny w tym czasie w kongresach lekarskich. W 1931 uczestniczył w międzynarodowym kongresie neurologicznym w Bernie, był przewodniczącym polskiej delegacji.
Był współedytorem niemieckiego czasopisma „Jahresbericht über die Leistungen und Fortschritte auf dem Gebiete der Neurologie und Psychiatrie”. Od chwili powstania czasopisma w 1897 aż do 1916 jego zasługą było, że wszystkie polskie prace psychiatryczne były w nim streszczane.
W 1914 roku niektóre dzienniki niemieckie wystąpiły z napaścią przeciw kongresowi neurologów w Bernie szwajcarskim z tego powodu, że komitet zaliczał lekarzy polskich – uczestników kongresu, nie do państw poszczególnych, ale dawał im narodowo samodzielne stanowiska przez wprowadzenie nomenklatury „Polska austryjacka”, „Polska rosyjska” i „Polska pruska”, przy czym przymiotniki „austryjacka”, „rosyjska”, „pruska” były ujęte w nawiasy. Ideowo bismarckowska gazeta „Hamburger Nachrichten” zarzucała komitetowi kongresu, że wywołuje wrażenie Polski niepodległej i wezwał lekarzy niemieckich do zaprotestowania przeciwko temu „niesłychanemu i politycznemu” wystąpieniu komitetu. Lekarze niemieccy zagrozili, że usuną się z udziału w kongresie a organizatorzy kongresu skreślili komitet polski. W związku z tym Polscy neurolodzy, włączając w to E. Flataua postanowili nie wziąć udziału w Zjeździe i zażądali wykreślenia nazwisk z listy komitetu urządzającego.
W początkach XX wieku światowa neurologia organizowała się w międzynarodowe struktury i w 1929 roku pisał do Henry Rileya, sekretarza komitetu organizacyjnego I Międzynarodowego Kongresu Neurologicznego jaki miał się odbyć w 1931 roku, że „jako przedstawiciel polskiego komitetu wyrażam swoje zdziwienie i żal, że żaden z wiceprezydentów kongresu, ani żaden z honorowych członków... nie jest z Polski. Polscy neurolodzy nie ustawali w swoich wysiłkach dla nauki w czasie wszystkich lat zależności politycznej a ich praca zintensyfikowała się od czasu uzyskania niezależności”.

## Początki badań neuropatologicznych w Polsce

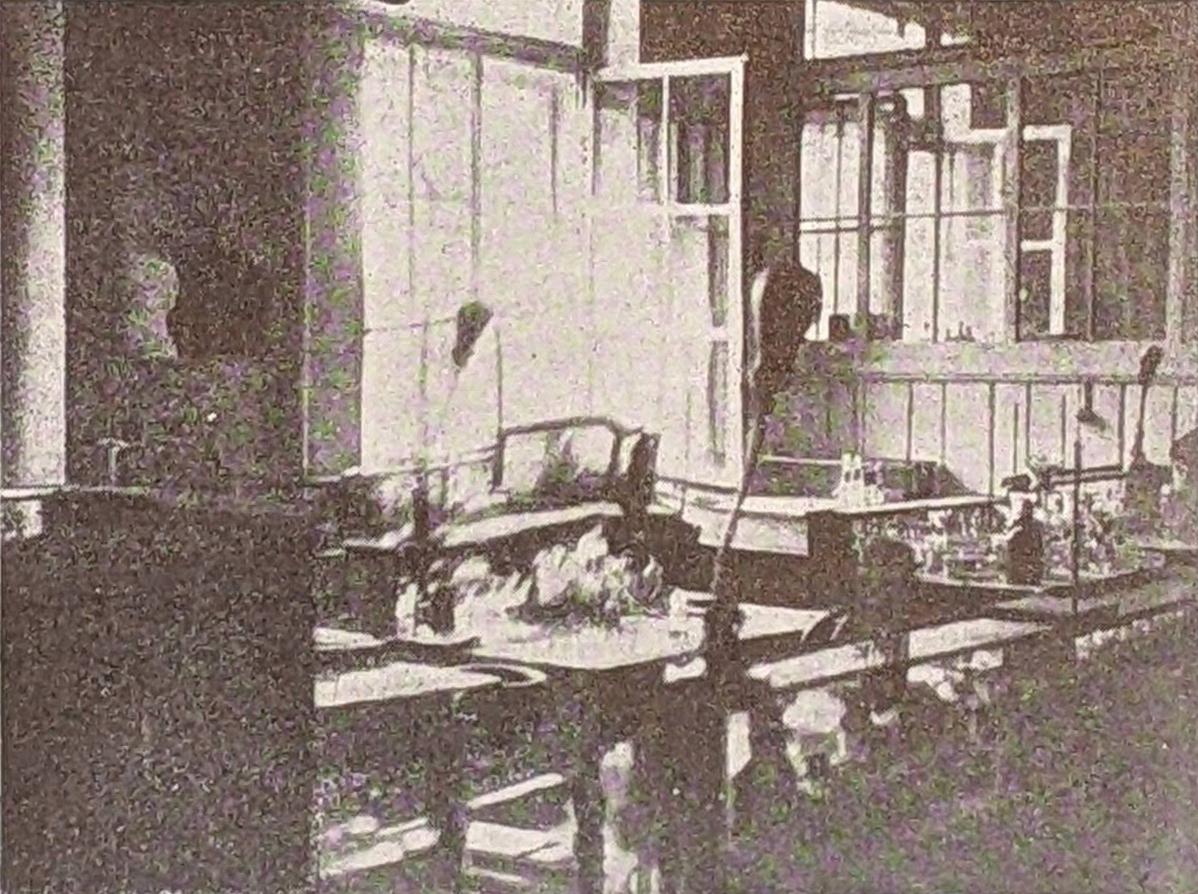
Pracownia neurobiologii Towarzystwa Naukowego Warszawskiego. Kierownik p. Edward Flatau.

### Pracownia prywatna
Po osiedleniu się w Warszawie w 1899 roku utworzył w swoim prywatnym mieszkaniu – w budynku, gdzie także mieścił się dom mody Hersego przy ul. Marszałkowskiej 150, pracownię mikroskopową. Początki tej pracowni tak opisywał Wacław Solski:
Dorożka zawoziła nas do kamienicy na Marszałkowskiej, tej samej, gdzie w oknach wystawowych salonu mód Bogusława Hersego wypinały się gipsowe panie (...). W tym domu na pierwszym piętrze mieszkał mój wuj, tak samo jak ojciec neurolog i psychiatra, doktor Edward Flatau (...). Pies (bernardyn) też miał swoje zwyczaje. W długiej, wąskiej salce w mieszkaniu stały pod kloszami w spirytusie szare mózgi, zwierzęce i ludzkie, które wuj badał. Bernardyn naciskał w nocy łapą klamkę, zdejmował zębami klosz i wyjadał mózg, zawsze tylko jeden. Klosz zdejmował delikatnie, umieszczając go po cichutku na stole. Wuj wykrywał to dopiero nazajutrz, a czasami po kilku dniach, bo pracował w laboratorium nie codziennie. Zapowiadał wówczas, że bernardyna wyrzuci (...). Bernardyn spoglądał na wuja z wyrzutem i wolnym krokiem opuszczał pokój na znak protestu przeciw tym groźbom.

### Pracownia neurobiologiczna Towarzystwa Naukowego Warszawskiego i Instytutu Nenckiego
W 1907 roku w zaborze rosyjskim rozluźniono ustawę o stowarzyszeniach, powstało Towarzystwo Naukowe Warszawskie i Towarzystwo Psychologiczne, uczeni o specjalnościach biologicznych nie byli w nim z początku zbyt licznie reprezentowani; nie było ich wtedy wielu w Warszawie. Polskie Towarzystwo Badań nad Dziećmi wraz z Towarzystwem Psychologicznym zorganizowało około 1910 roku Pracownię Psychologiczną. Jej początki wiążą się z darowizną dziesięciu tysięcy rubli od panny Józefy Tuhanowskiej. Pracownia psychologiczna była kierowana przez Abramowskiego i mieściła się wspólnie z Pracownią Neurologiczno-Biologiczną, kierowaną przez Flataua, w mieszkaniu prywatnym Władysława Weryhy.
W maju 1911 roku pracownię mikroskopową przy Towarzystwie Psychologicznym w Alejach Jerozolimskich 85 przeniesiono do nowego gmachu Towarzystwa Naukowego Warszawskiego ul. Śniadeckich 8 (wtedy Kaliksta 8) gdzie w organizacji pracowni pomagał Teofil Simchowicz, który wrócił z Monachium do Warszawy od Alzheimera. W sprawozdaniu Towarzystwa Naukowego Warszawskiego z 1912 roku pisano, że „Pracownia neurobiologiczna założona przez p. E. Flataua przy T-wie Psychologicznem, w maju 1911 r. zastała przez toż T-wo przekazana T-wu Naukowemu wraz z całym inwentarzem, instrumentami, zbiorami (wartości 3488 rb.). Nadto T-wo Psychologiczne przyznało tej pracowni zasiłek rb. 2000 na pierwszy rok istnienia jej przy T-wie Naukowem [..] W pracowni powstaje muzeum, zawierające zbiory preparatów makro i mikroskopowych, specyalna laborantka przygotowuje szereg preparatów normalnych i patologicznych, z których mogą korzystać wszyscy pracownicy. Ogólna liczba pracowników stałych łącznie z kierownikiem p. Flatauem i asystentem p. Simchowiczem wynosiła osób 14.
W latach 1918–1921 pracował w niej Wiktor Grzywo-Dąbrowski.
Ponadto korzystali z pracowni lekarze, którzy pragnęli zużytkować naukowo posiadane materyały.” Według Hermana:
Dzień w dzień o godzinie 9 zjawiał się Flatau w pracowni neurobiologicznej przy ul. Śniadeckich 8. Tu wykonywał doświadczenia na zwierzętach, przeglądał preparaty histologiczne, zbierał piśmiennictwo, konferował ze swoimi współpracownikami. O godzinie 11 szedł na kawę do pobliskiej kawiarni Ostrowskiego przy zbiegu ul. Koszykowej i Marszałkowskiej i już po 15 minutach jechał do Szpitala na Czystem przy ul. Dworskiej 15.
Pracownia prowadziła badania w zakresie anatomii ogólnej i porównawczej ustroju nerwowego, fizjologii, anatomii patologicznej, patologii doświadczalnej oraz terapii doświadczalnej układu nerwowego.

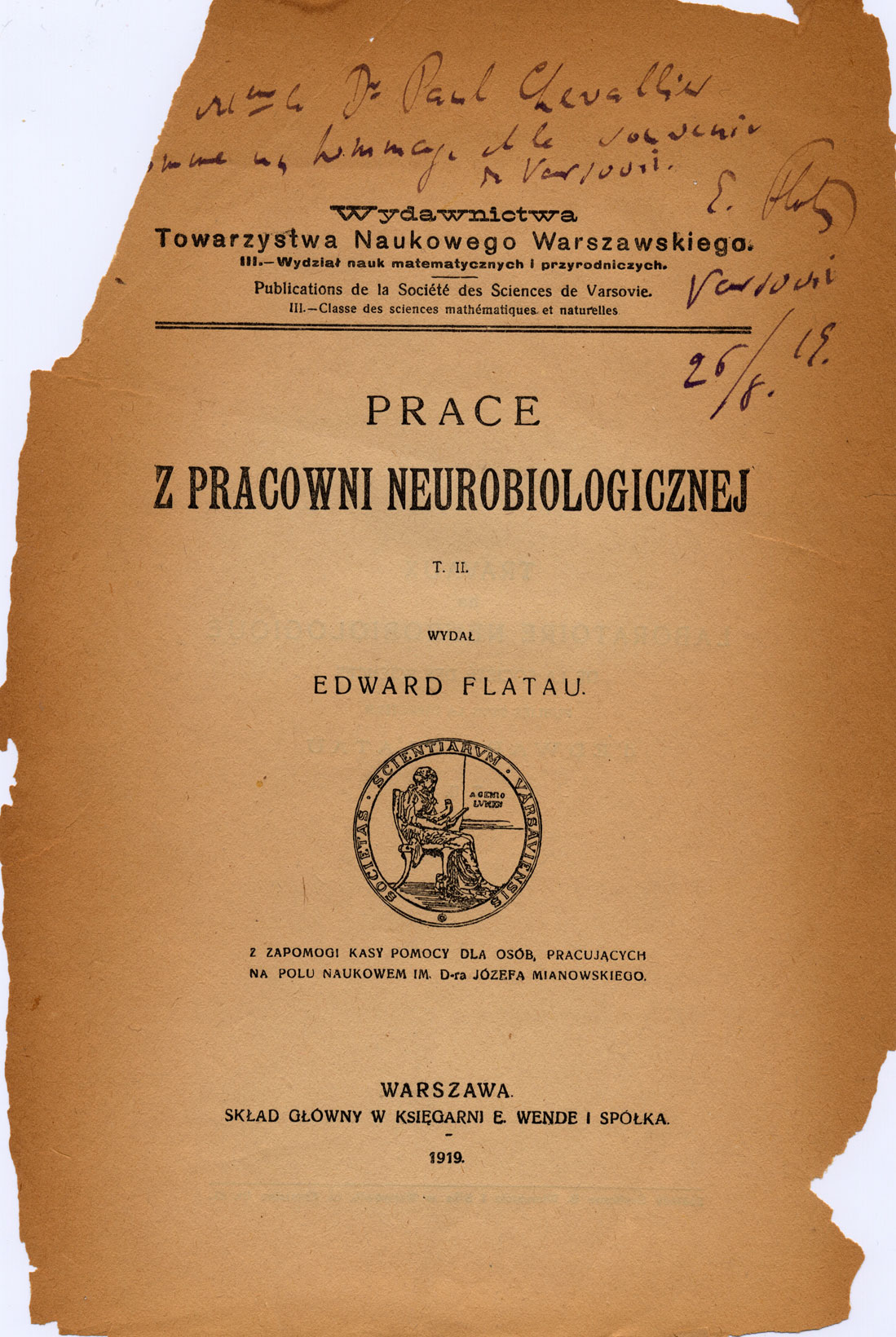
Prace z Pracowni Neurobiologicznej Towarzystwa Naukowego Warszawskiego wydane przez Edwarda Flataua

W listopadzie 1911 „Nowa Gazeta” donosiła o czteroleciu Towarzystwa Naukowego Warszawskiego. Pisano, że pracownią neuro-biologiczną kierował p. Flatau: „Pod jego cennem kierownictwem prowadzone są studya poważne i głębokie w laboratoryach, bogato uposażonych w cenne przedmioty. Na mocy świeżo zatwierdzonej ustawy, pracownie powyższe rozszerzą się wkrótce znacznie i łącznie z licznemi pracowniami, jakie powstać mają, utworzą Instytut Biologiczny imienia Marcelego Nenckiego.” W listopadzie 1913 roku gazeta „Słowo” wydaje bardzo obszerne sprawozdanie z dorocznego zebrania Towarzystwa Naukowego Warszawskiego. Podkreślano, że pracownia neurobiologiczna Flataua istnieje drugi rok i rozwija się „nadal pomyślnie”.
Ilustrowane czasopismo „Świat” w 1923 opublikowało obszerny materiał poświęcony trudnej działalności TNW po I Wojnie Światowej wraz ze zdjęciem m.in. pracowni radiologicznej, której kierownikiem była Maria Skłodowska-Curie i pracowni neurobiologii, której kierownikiem był Edward Flatau. Pracownia miała też plany utworzenia muzeum stałego zarówno preparatów makroskopowych, jak i mikroskopowych. W 1917 roku „Echo Pragi” pisało, że liczba mózgów znajdujących się w pracowni wynosiła wtedy 294.
Na Śniadeckich mieścił się początkowo Instytut Biologii Doświadczalnej im. Marcelego Nenckiego.
Instytut Biologii Doświadczalnej im. Marcelego Nenckiego powstał w Warszawie z inicjatywy uczniów i współpracowników profesora Nenckiego. W końcu 1918 roku Kazimierz Białaszewicz wraz z Edwardem Flatauem, kierownikiem Zakładu Neurobiologii, oraz Romualdem Minkiewiczem, kierownikiem utworzonego tuż po odzyskaniu przez Polskę niepodległości Zakładu Biologii Ogólnej, wystąpili wspólnie do Zarządu Towarzystwa Naukowego Warszawskiego z inicjatywą wyodrębnienia tych trzech zakładów z ogółu pracowni TNW i utworzenia samoistnej organizacji pod nazwą „Instytut Biologii Doświadczalnej im. Marcelego Nenckiego”. Flatau kierował Pracownią Neurobiologii pomiędzy 1911 a 1923 rokiem. W 1924 roku Robotnik donosił, że nauka polska mimo ciężkich warunków w jakich się znajduje nie przestaje przyczyniać się do rozwoju wiedzy. Recenzent pisał o monografii O zespołach pozapiramidowych Flataua w wydaniu pracowni neurologicznej Towarzystwa Naukowego Warszawskiego, „której środki nie pozwalają na rozwinięcie szerszej działalności, a jednak [...] drwi sobie z ciężkich warunków i wzbogaca nasz dorobek naukowy”.
Szerokość tematyczna podejmowanych w Pracowni zagadnień naukowych była bardzo duża; dotyczyła anatomii prawidłowej, porównawczej i patologicznej układu nerwowego, fizjologii oraz patologii i terapii doświadczalnej. Teofil Simchowicz badał zmiany w układzie nerwowym w nadczynności i niedoczynności tarczycy, Józef Handelsman kontynuował obserwacje zmian czynności przysadki mózgowej, rozpoczęte u Horsleya, Jan Koelichen zajmował się anatomią naczyń chłonnych ośrodkowego układu nerwowego, Maurycy Bornsztajn badał zmiany morfologiczne, będące odpowiednikiem zaburzeń czynnościowych komórki nerwowej, a Bronisław Frenkel prowadził doświadczenia nad wywoływaniem nowotworów mózgu. Sam Flatau wykazał – na podstawie analizy wyników ponad 1000 eksperymentów na białych myszach – znaczny niszczący wpływ promieni radu na komórki nowotworów złośliwych mózgowia i rdzenia kręgowego i podał najskuteczniejszą metodę leczenia, polegającą na połączeniu zabiegu operacyjnego z naświetlaniem tkanek promieniami rentgenowskimi i radu.

### Instytut Neurobiologiczny im. Edwarda Flataua
W ostatnich latach swego życia, Flatau uważał, że z powodu zmiany warunków nie sposób będzie utrzymać i prowadzić pracowni neurologicznej przy Towarzystwie Naukowym Warszawskim. W tym czasie z kilkorgiem uczniów starał się opracować status osobnej, niezależnej pracowni. W tym duchu powstał, już po jego śmierci, Instytut Neurobiologiczny im. Edwarda Flataua. Ta mała placówka działała do wojny na Puławskiej 41 w mieszkaniu numer 9. Pięć lat po śmierci Flataua, w 1937 roku, w tym lokalu odbyła się sesja naukowa, na której jego uczniowie wygłosili szereg przemówień. Materiały te zostały później wydrukowane w „Warszawskim Czasopiśmie Lekarskim” i do dziś stanowią jeden z najobszerniejszych materiałów historycznych na temat Flataua. Józef Handelsman z Tworek mówił o znaczeniu Edwarda Flataua dla psychiatrii polskiej, Jakub Mackiewicz o badaniach nad nowotworami układu nerwowego, Herman o semiologii i nowych jednostkach nozologicznych, Koelichen o znaczeniu Flataua jako klinicysty, Zandowa o badaniach eksperymentalnych i nauczaniu, Simchowicz o pracach anatomicznych, Maurycy Bornsztajn wygłosił referat Edward Flatau jako człowiek i lekarz.
Jeszcze w czerwcu 1939 pojawiła się publikacja z akredytacją Warszawskiego Instytutu Neurobiologicznego, ale po wojnie instytucja ta już nie działała.

## Szpital Starozakonnych na Czystem i praktyka lekarska

### Konsultant w szpitalach Warszawskich
Po przyjeździe z Berlina pełnił funkcję konsultanta neurologicznego na oddziałach wewnętrznych
Teodora Dunina i Władysława Janowskiego oraz na oddziałach chirurgicznych Bronisława Sawickiego i Władysława Krajewskiego w Szpitalu Dzieciątka Jezus.

### Oddział neurologiczny Szpitala Starozakonnych na Czystem
W 1904 roku został nadordynatorem oddziału neurologicznego w Szpitalu Starozakonnych na Czystem. W styczniu 1913 oddano na Czystem nowy pawilon dla chorób nerwowych i wewnętrznych; Flatau został wtedy ordynatorem neurologii. W sumie, od 1904 roku, prowadził oddział szpitalny neurologii na Czystem przez 28 lat i tam wychował wielu polskich neurologów. Jego uczeń E. Herman wspominał: „W poniedziałki odbywał tradycyjne uroczyste obchody. Omawiał przy łóżku chorego każdy przypadek, żywo dyskutował, słuchając głosu każdego, nawet najmłodszego dyskutanta... Jako nauczyciel, jako przełożony przywiązywał do siebie głęboko wszystkich, którzy z nim współpracowali. Mogli oni bogato czerpać z jego wielkiego doświadczenia, rozległej wiedzy. Był cierpliwy, wyrozumiały, zawsze pogodny, traktujący uczniów swych jak umiłowaną rodzinę. Wysokie myślące czoło, głębokie ciemne oczy o wnikliwym, a przy tym ciepłym spojrzeniu, niski głos o szerokiej skali modulacji – oto cechy, które oprócz głębokiej wiedzy i wielkiego doświadczenia przykuwały i czarowały każdego, kto znalazł się w kręgu niespożytej działalności Flataua.”
Zofia Szymańska (Rosenblum) była jedną ze stażystek na oddziale Flataua, później prowadziła salę kobiecą i wraz z nim badania epidemiologiczne.

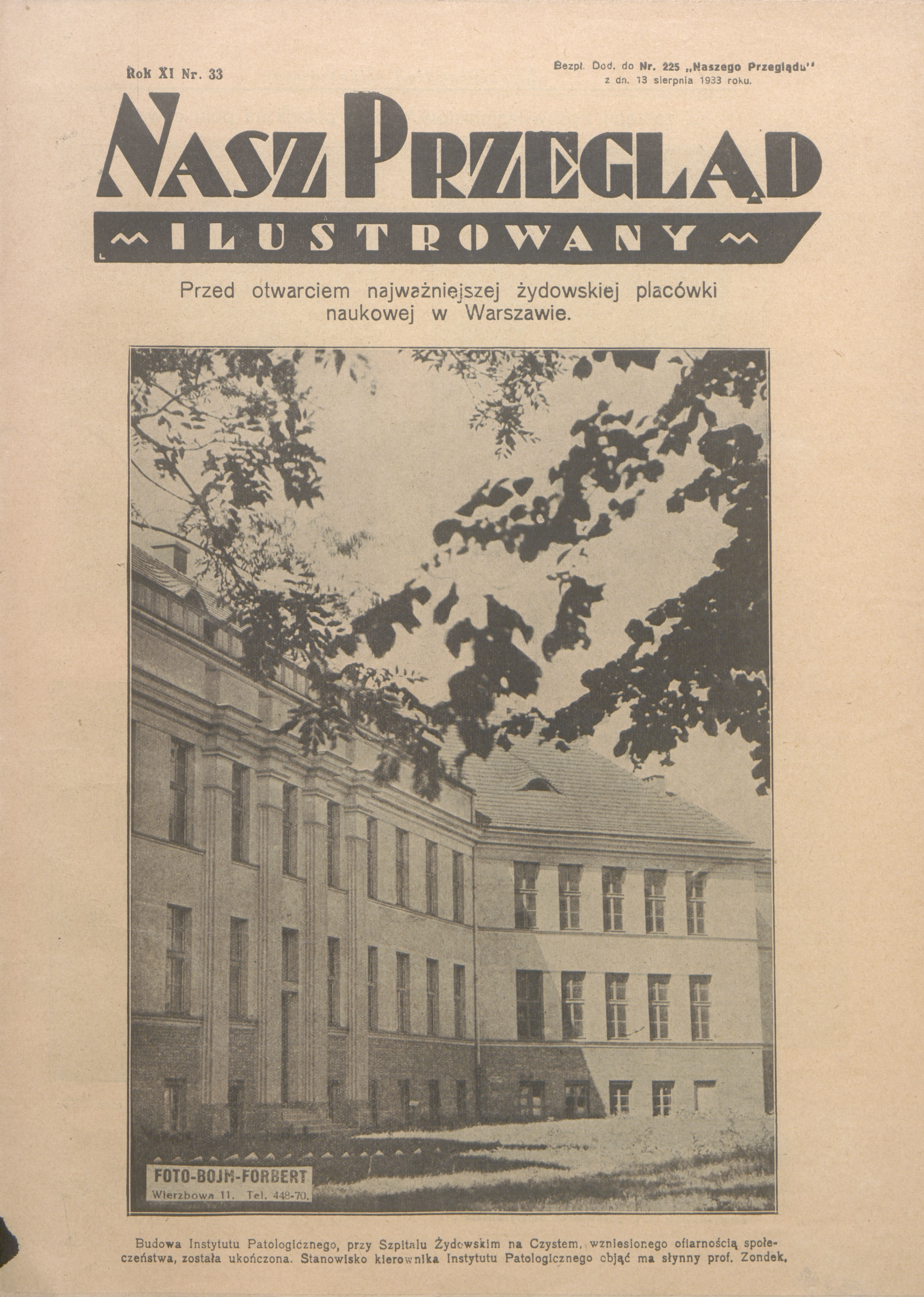
Budynek Instytutu Patologicznego w 1933 roku. Zdjęcie było podpisane Przed otwarciem największej żydowskiej placówki naukowej w Warszawie. Obecnie Pawilon X Szpitala Wolskiego. Zdjęcie Henryka Bojma.

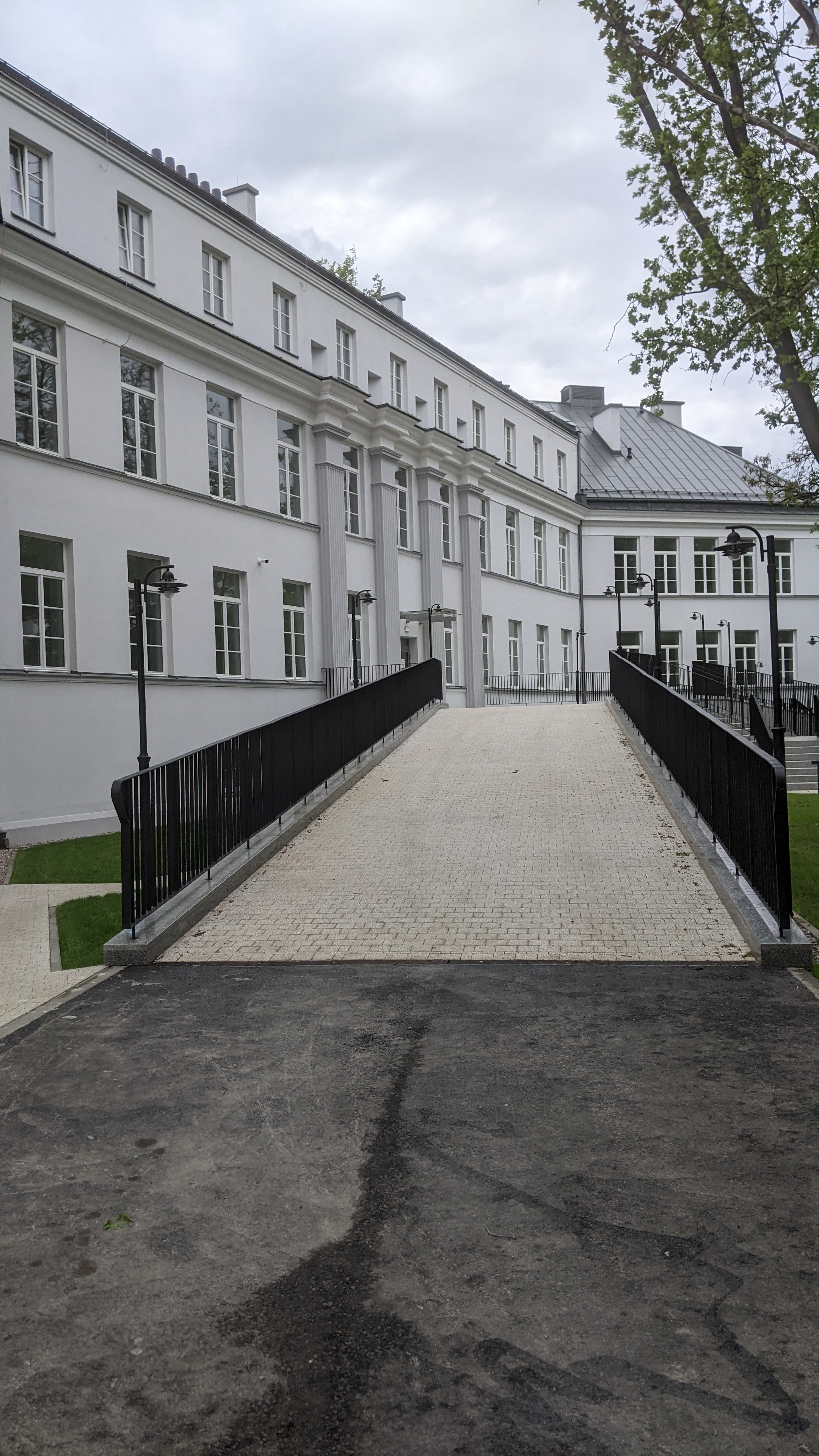
Dawny Instytut Patologiczny (Pawilon X) Szpitala Starozakonnych w Warszawie w 2022 roku

### Instytut Patologiczny przy Szpitalu Starozakonnych na Czystem
Przez wiele lat starał się także, wraz z innymi, o wybudowanie Instytutu Patologicznego przy Szpitalu Starozakonnych w Warszawie. Ostatecznie budynek został oddany w 1933 roku, rok po jego śmierci. Budowę Instytutu Patologicznego rozpoczęto w 1923 roku według planów budowniczego Stifelmana. Instytut Patologiczny miał być placówką umożliwiającą dostęp do nowoczesnych technik rozpoznawczych i leczniczych i miał podążać za szybkim rozwojem naukowym medycyny w tamtym czasie. Miały tam się znaleźć oddział anatomii patologicznej, oddział biologii i terapii, oddział chemii i bakteriologii, audytorium na 100 osób i czytelnia.
Natalia Zand w czasie akademii poświęconej E. Flatauowi w 1932 roku wzywała do kontynuowania budowy Instytutu Patologicznego
W sierpniu 1933 roku „Nasz Przegląd Illustrowany” na pierwszej stronie publikował zdjęcie z tytułem „Przed otwarciem najważniejszej żydowskiej placówki naukowej w Warszawie”. Instytut nosił nazwę „Instytut Patologiczny imienia doktora Flataua”, ale placówka długo borykała się z problemami finansowymi. Instytut ten przetrwał wojnę i jest częścią Szpitala Wolskiego w Warszawie (Pawilon X).

### Psychiatria
Oprócz neurologii Flatau zajmował się także psychiatrią oraz leczeniem migreny. Jego współpracownik Handelsman opisał znaczenie Edwarda Flatau dla psychiatrii polskiej w Warszawskim czasopiśmie lekarskim. Zaraz po przyjeździe z Berlina w 1899 roku założył w Warszawie nową lecznicę (przy ulicy Chmielnej) wyłącznie dla chorób nerwowych w odpowiedzi na zapotrzebowanie warstw uboższych, prowadził też prywatną praktykę psychiatryczną.
W 1913 r. był w komitecie leczniczym zakładu leczniczego „Amelin”, na Mokotowie na ulicy Nowo-Aleksandryjskiej (Puławskiej) nr 65 dla nerwowo chorych kobiet i mężczyzn.

### Epidemia zapalenia opon mózgowych 1919
W Polsce pierwsze przypadki zaobserwował w 1917 roku Edward Flatau, używano nawet określenia choroby Economo-Flataua. Epidemia EL miała miejsce w zimie 1919/1920 roku; przypadki parkinsonizmu pozapalnego opisał Flatau w monografii z 1923 roku. Goldflam w pracy z 1922 roku napisał, że od 17 stycznia 1920 do 17 maja 1920 miał około 67 pacjentów z zapaleniem mózgu.
W 1919 roku wybuchła w Polsce epidemia zapalenia opon mózgowych. Umieszczano wtedy chorych w Szpitalu na Czystem na oddziale Flataua. Prowadzono wtedy badania bakteriologiczne płynu mózgowo-rdzeniowego na Śniadeckich 8 w Zakładzie Produkcji Surowic i Szczepionek.

## We wspomnieniach
Był też cytowany przez prasę warszawską z tamtego okresu. W lutym 1927 roku komentował morderstwo całej rodziny na Solcu. Irena Solska, znana polska aktorka, opisuje w swoich pamiętnikach, że grając obłęd „Żony (Maria)” w „Nie-boskiej komedii” Zygmunta Krasińskiego około roku 1920 wizytowała szpital psychiatryczny Edwarda Flataua. Wspomina także, że oprócz wizyty była też przez niego badana. W odpowiedzi na notatkę z 25 lipca 1931 roku Niesamowite dzieje uwiedzionej żony w „Naszym Przeglądzie”, Nechemjasz Kincler stwierdzał, że umieszczenie Kinclerowej w zakładzie nie było podstępem, ale nastąpiło na zasadzie pisemnego orzeczenia tak poważnego lekarza jak dr Edward Flatau. Jednym z pacjentów Flataua był Jan Lechoń.

Trzydzieści lat temu byłem ciężko chory na nerwy – psychostenia typu Janet, jak to później określił drogi dr Artwiński w Krakowie. Wielki neurolog, ale żaden psycholog, dr Flatau, który mnie wtenczas leczył zaaplikował mi leżenie w łóżku i zupełną samotność, tak że widziałem tylko osoby, które mi przynosiły jedzenie, po czym usuwały się w milczeniu. Ponieważ moja choroba była czysto psychiczna, a fizycznie przedtem już doprowadziłem się paromiesięczna kuracja do porządku – system Fataua sprowadził najgorsze skutki, tym bardziej że w tych dniach nad Wisła, nad którą mieszkaliśmy, toczyła się bardzo mi nieobojętna bitwa o Warszawę, zakończona zwycięstwem pod Radzyminem. Tak czy owak, moje nerwy doszły do apogeum napięcia i w pewnej chwili, sam nie wiedząc, dlaczego, wyskoczyłem z łóżka, po czym natychmiast na nie opadłem. Wtedy zobaczyłem sam siebie, to znaczy, że leżąc na łóżku widziałem siebie leżącego na łóżku oczami, których czucie znajdowało się przez tych parę sekund poza moim ciałem. Dlatego rozumiem co to znaczy ów stan, który Ochorowicz opowiadał na seansie pannie Tomczykównle. ze kiedy umarł zobaczył siebie z góry. Ja wtedy umarłem na parę sekund. Jan Lechoń

W opowiadaniu Izaaka Baszewisa Singera Potęga ciemności Flatau jest nawet wezwany w sprawie demonów. Fragment opowiadania Singera: „Wkrótce po Krochmalnej i okolicznych ulicach rozeszła się wieść, że dybuk zagnieździł się w uchu Cejtl i recytuje Torę, naucza oraz pieje jak kogut. Kobiety przychodziły, żeby przyłożyć ucho do ucha Cejtl i przysięgały, że słyszą Kol Nidre... Doktor Flatau, warszawski specjalista od nerwów, znany nie tylko w Polsce, ale w całej Europie, a może nawet i w Ameryce, zainteresował się tym przypadkiem. Artykuł na ten temat ukazał się w żydowskiej gazecie. Autor zapożyczył tytuł od sztuki Tołstoja Potęga ciemności...” W opowiadaniu Singera Matematyk Flatau jako „słynny psychiatra” doradza w sprawie niewierności małżeńskiej: „Nieraz próbowałem namówić szwagra na wizytę u słynnego doktora Flataua, jednego z najlepszych psychiatrów w Polsce, a może i w Europie. Poradziłem mu, żeby zwierzył się doktorowi Flatauowi ze swoich przypadłości, przez które cierpi on sam oraz jego niewinna żona. Salomon, wysłuchawszy mnie, odparł: „W czym może pomóc Flatau?” W końcu poszedł do lekarza, który opowiedział mu historyjkę o pacjencie oskarżającym swoją żonę o stosunki seksualne z kochankiem przez dziurkę w materacu, w czasie gdy on, jej mąż, niewinny, nieświadomy niczego człowiek, spał obok niej w łóżku. Zapytałem kiedyś Salomona, dlaczego nie zatrudni detektywa, który by śledził Małkę, ale odpowiedział mi. „A skąd będę miał pewność, że nie zgrzeszy z detektywem?”.
W marcu 1931 r. „Robotnik” opisywał samobójstwo właściciela kantoru bankierskiego z Przasnysza, który leczył się z manii prześladowczej u dr. Flataua i dr. Simchowicza. Szachista i neurolog Marek Szapiro opisywał w swoich pamiętnikach nieudaną diagnozę swojej choroby przez Flataua.

## Uczniowie i współpracownicy Edwarda Flataua
Edward Flatau, miał wielu uczniów i współpracowników, którzy byli znaczącymi postaciami w dziedzinie medycyny. Wśród nich Salomea Bau-Prussakowa, Maksymilian Biro, Maurycy Bornsztajn, Jan Braun, Gustaw Bychowski, Ludwik Eliasz Bregman, Bronisław Frenkiel, Johannes Gad, Samuel Goldflam, Alfred Goldscheider, Wiktor Grzywo-Dąbrowski, Józef Handelsman, Eufemiusz Herman, Louis Jacobsohn-Lask, Stanisław Kopczyński, Jan Koelichen, Leon Lipszowicz, Jakub Mackiewicz, Emanuel Mendel, Hersz Jakub Mandelbaum, Anna Mendelsburg, Łazar Minor, Menasze Maks Orliński, Jakub Pinczewski, Bernhard Pollack, Leon Prusak, Zofia Rosenblum-Szymańska, Teofil Simchowicz, Władysław Sterling, Anna Tarpani, Maurycy Wolf, oraz Natalia Zylberlast-Zand. Wszyscy oni mieli wpływ na rozwój medycyny, a ich kariery często były związane z pracą w Szpitalu Starozakonnych w Warszawie, gdzie Flatau również pracował.

## Poglądy społeczne
Do bardzo szeroko omawianych należy kwestia wagi mózgu kobiety. Szczególnie od czasu, kiedy prąd emancypacyjny kobiet zaczął zajmować umysły, rozpoczęły się badania uczonych w tym kierunku: przykład znakomity dla zilustrowania poglądu, jak stosunki społeczne wpływać mogą nawet na tak „suchą” dziedzinę, jaką jest anatomia [..] Jeżeli więc chcemy pozostawać w dziedzinie faktów i nie wyprowadzać wniosków jednostronnych i podmiotowych, w takim razie musimy orzec, że dane zaczerpnięte z anatomii i dotyczące wagi mózgu kobiecego nie mogą służyć jako oręż wymierzony przeciwko wyższym aspiracyom kobiet, Nowożytna nauka o budowie układu nerwowego ośrodkowego naprowadza na myśl, że wyższość organizacyi umysłowej zależy od pewnego wyższego rodzaju łączenia się wzajemnego grupy neuronów kojarzeniowych, czyli assocjacyjnych. Czy połączenia te są inne u kobiet a inne u mężczyzn – nie wiemy i zapewne bardzo długo wiedzieć nie będziemy. Wolimy więc wyznać swą tymczasową bezsilność, aniżeli wygłosić zdanie stronne, oparte na chwiejnych podstawach. [Ustrój Nerwowy w świetle najnowszych badań (1899)]

### Waga mózgu kobiet
Miał szczególne i postępowe jak na owe czasy poglądy. Jako młody naukowiec pisał na temat ruchu kobiet na podstawie swoich badań nad anatomią i uważał, że dane zaczerpnięte z anatomii i dotyczące wagi mózgu kobiecego nie mogą służyć jako „oręż wymierzony przeciwko wyższym aspiracjom kobiet”.

### Sprawa polska
Według wspomnień Henryka Higiera w 1932 roku „Flatau będąc wewnętrznego przekonania o haniebnym postępowaniu okupanta niemieckiego, zerwał do końca życia przyjacielskie stosunki z Niemcami, do których czuł jako naukowiec przywiązanie głębokie i przeniósł całkowicie swoje lary i penaty nauki wiedzy lekarskiej do Francji...”.
W tym samym wspomnieniu Higier pisze „W życiu społecznym Flatau... [miał] poczucie współodpowiedzialności za stan polskiej kultury umysłowej, za poziom i zasięg polskiej myśli badawczej”. Interesował się też historią polskiej medycyny; w 1899 Flatau roku notuje: „Dość ważnym dla historji medycyny polskiej jest fakt, iż Remak, jeden z największych histologów i nerwopatologów urodził się w Poznaniu 1815 r. i że ogłosił swą podstawową pracę w polskim języku. Te dane historyczno biograficzne zawdzięczam synowi jego, prof. Remakowi w Berlinie, który też był łaskaw ofiarować mi egzemplarz tej epokowej pracy w języku polskim.”.
Przedrukowywał na polski swoje prace, m.in. był przetłumaczony atlas mózgu oraz książka o migrenie Flataua, które ukazały się początkowo w języku niemieckim (patrz Dzieła Edwarda Flataua). Prawo Flataua, opublikowane początkowo w języku niemieckim, zostało wydrukowane w języku polskim w czasopiśmie „Nowiny Lekarskie” wraz z popularnonaukowym wstępem.
Był aktywny w pomocy środowiskom żydowskim zwłaszcza jako lekarz, a także w wielu akcjach i organizacjach charytatywnych dla ludzi biednych lub chorych. W związku z wypadkami wojennymi w 1914 Flatau należał do sekcji dla bezdomnych przy zarządzie gminy starozakonnych. Sekcja to zorganizowała przytułki w różnych częściach Warszawy. W 1929 uczestniczył w wielkim łańcuchu pomocy towarzystwa przyjaciół dzieci na dokończenie budowy szpitala dla dzieci żydowskich przy ulicy Śliskiej.

## Śmierć i nagrobek
W styczniu 1932 zdiagnozowano u niego guza mózgu. Zmarł pięć miesięcy później i został pochowany na cmentarzu żydowskim przy ulicy Okopowej w Warszawie (kwatera 10, rząd 2). Dr A. Goldman wspomniał: „małomówny w potocznych rozmowach, odporny na trudności zawodowo-naukowe, b.p. Edward Flatau, zginął wskutek cierpienia, które sam podpatrywał i skrzętnie notował, ze stoicyzmem i w ukryciu (...)”. Nad trumną przemawiał m.in. jego przyjaciel Samuel Goldflam, który wspomniał: „(...) mam przemawiać nad grobem mego nieodżałowanego przyjaciela... Był fanatykiem pracy i pracował do upadłego, od stycznia wiedział doskonale, że jest dotknięty nieuleczalną chorobą, nikomu się z tego nie zwierzał, nie dawał po sobie nic poznać”. Na jego pogrzeb przybyło kilka tysięcy osób. Nagrobek Edwarda Flataua wykonał rzeźbiarz Mieczysław Lubelski.
Na metalowej tabliczce z boku pomnika nagrobnego Flataua (dziś zaginionej) można było przeczytać: Artysta rzeźbiarz M. Lubelski. Wykonanie z własnych granitów A. Czeżowski i E. Strug. Informację tę przechował w swoich zapiskach Kazimierz Flatau. Rzeźba przedstawiająca uczoną księgę, Eskulapa symbolizującego odnowę i kielich Hygei symbolizujący zdrowie został odtworzony i wykonany w czerwonym granicie American Red sprowadzonym z kamieniołomów Rock of Ages z USA w 2019 roku. Całkowitego odtworzenia wymagała również inskrypcja nagrobna. Formowały ją w oryginale litery z brązu mocowane do frontowego lica górnego bloku granitu. Górna część nagrobka została obrócona o 180 stopni. Całość odsłonięto 8 kwietnia 2021 roku.

## Wydarzenia współczesne
W listopadzie 2018 roku, w Płocku, odbyła się specjalna sesja z okazji 150-lecia urodzin Flataua.
W czasie tej sesji Towarzystwo Lekarskie Warszawskie odznaczyło pośmiertnie Edwarda Flataua medalem Włodzimierza Brodowskiego i Ludwika Paszkiewicza. Jerzy Jurkiewicz, prezes Towarzystwa Lekarskiego Warszawskiego podkreślił, że było to w pewien sposób dokończenie akademii Towarzystwa w 1932 roku, na którym przemawiali Henryk Higier i Jan Koelichen. 16 września 2021 odsłonięto na Śniadeckich 8 w Warszawie tablicę pamiątkową poświęconą Edwardowi Flatauowi. 9 listopada 2021 replika rzeźby z grobu Edwarda Flataua została pokazana na wystawie stałej „Z Płocka i dla Płocka. Galeria płocczan XX wieku” w Muzeum Mazowieckim w Płocku.